# Acanthocyclops montana
Acanthocyclops montana – gatunek widłonoga z rodziny Cyclopidae, nazwa naukowa gatunku została po raz pierwszy opublikowana w 1991 roku przez amerykańską biolog Janet W. Reid z Smithsonian Institution, National Museum of Natural History w Waszyngtonie i kanadyjskiego hydrobiologa Edwarda B. Reeda. Gatunek ten został ujęty w Katalogu Życia.